# 廣瀬友紀
廣瀬 友紀（ひろせ ゆき、1989年10月16日 - ）は、日本のダンサー。株式会社ヒップジェイブに所属。

## ダンス歴
- HIPHOP 8年
- JAZZ 3年
- JAZZHIPHOP 3年

## 主な芸歴

### ダンス選手権
- 2003年5月「HIPHOP日本選手権」ヴァーシティー部門 準優勝
- 2004年5月「HIPHOP日本選手権」ヴァーシティー部門 準優勝

### 雑誌
- 2006.12 雑誌「マイバースデイ」専属モデル

### PV
- スキマスイッチ「ガラナ」
- 電気グルーヴ「少年ヤング」
- 中国新聞「ちゅーピーちゅーピー！」

### CM
2007年
- NTT「フレッツ光」
- ロッテ「クランキー」
- 東京ディズニーランド「ハロウィン編」
- イオン「イオフェス編」
- イオン「クリスマス編」

2008年
- イオン「初売り編」
- イオン「春編」
- BVD「アンダーシャツ」定番編
- グリコ「ポッキー」学園編

2009年
- honeys「秋冬物編」

### 映画
- 2008年 「グーグーだって猫である」女子高生役

### テレビ
- プロポーズ大作戦（2007年4月16日 - 6月25日、フジテレビ）
- ベネッセちゃんねる「しまじろうライヴ」（2008年5月）
- しょこ♥リータ（2009年3月、テレビ朝日）
- 写真は語る～6つの絆～（2009年4月、日本テレビ）
- 24時間テレビ（2009年8月、日本テレビ）
- ものまねグランプリ（2009年9月、日本テレビ）
- いないいないばあっ! あつまれ!ワンワンわんだーらんど（2010年5月 - 2013年3月 NHK Eテレ）パッピーズ役

### 舞台
- 2008年 仮面ライダーキバ「X'mas LIVE & SHOW」